# Tony Ineson
Tony Ineson, född den 23 april 1950 i Christchurch, Nya Zeeland, är en nyzeeländsk landhockeyspelare.
Han tog OS-guld i herrarnas landhockeyturnering i samband med de olympiska landhockeytävlingarna 1976 i Montréal.